# Citroën e-Méhari
El Citroën e-Méhari es un automóvil eléctrico descapotable fabricado desde 2016 hasta 2019 por Citroën y desarrollado en colaboración con el productor francés de autos eléctricos Bolloré.

## Historia
El desarrollo del e-Méhari se inició a partir de un acuerdo de colaboración entre Citroën y Bolloré. Se empleó como base el modelo Blue Summer, que Bolleré había lanzado en 2013. Citroën renovó la estética del auto para conferirle la identidad de la marca. En la carrocería se observaban rasgos estilísticos de un coche conceptual que Citroën había presentado en el Salón de Fránckfort  de 2015, el Cactus M Concept, cuya motorización era aún térmica; equipaba un 1.2 tricilíndrico de 110 CV. Además, se aprovechó el motor del modelo base, caracterizado por emplear una novedosa batería de litio metal polímero (LMP). 
Finalmente, el auto fue presentado en el COP 21, cumbre sobre el cambio climático celebrada en París en diciembre de 2015. Su puesta de largo en un certamen automovilístico tuvo lugar en el Salón de Ginebra de 2016, donde también se exhibió como ejercicio de estilo una versión Courrèges cuya carrocería e interior eran blancos, conjunto en el que resaltaban motivos naranjas—en 2017 se lanzaría un edición especial Courrèges—. La comercialización del e-Mehari se inició en la primavera del mismo año en Francia y unos meses después en el resto de Europa. El modelo tenía vocación recreativa, la empresa lo orientó hacia clientes como empresas de alquiler, hoteles o para particulares que lo usasen en segundas residencias o zonas playeras. Los objetivos de producción eran limitados a 1000 unidades anuales, pues, entre otras cosas, eso permitía que el modelo pudiese prescindir de bolsas de aire al adecuarse a la normativa de modelos de corta tirada.
Como características principales, la carrocería era de plástico ABS y la tapicería, de TEP, un material que facilitaba la limpieza con agua. El interior se podía lavar con manguera, para lo cual se habilitaron orificios de evacuación. El techo era de lona, con ventanillas y luneta de plástico. La altura era de 200 mm, lo cual le permitía desenvolverse sin muchos problemas por terrenos no asfaltados.
El precio en España era de 23 500 euros en 2017, a lo que había que incluir el alquiler de las baterías, 87 euros mensuales (no había opción de comprarlas).
En 2018 hubo una renovación que afectó preferentemente al plano estético. El salpicadero y el volante eran nuevos. Se introdujo además un techo metálico en opción, con cristales laterales y luneta trasera practicable, que dotaba al auto de mayor versatilidad y mejoraba su aislamiento acústico. En el apartado de la seguridad, se instalaron 4 bolsas de aire. Y en cuanto al rendimiento, hubo una mejora del par motor del 20 %.

## Vida Comercial
Durante el primer año, la previsión inicial era la de vender alrededor de 1000 coches, sin embargo la cifra se quedó en 725. En 2017 la demanda bajó bastante, solo se matricularon 252 autos. La renovación de 2018 tuvo un efecto muy limitado, las ventas solo aumentaron hasta las 385 unidades. Finalmente, en enero de 2019, Citroën anunció el fin de su producción, aunque su comercialización continuaría hasta agotar de las existencias. El modelo nunca encontró su público. En 2019 todavía de vendieron 62 unidades y en el primer semestre de 2020, 21.
Desde el inicio de su producción, en la primavera de 2016, hasta julio de 2020 se han vendido 1445 unidades en toda Europa y el modelo continúa en el catálogo de Citroën Francia.
El auto se fabricó en Rennes y unos de los motivos de su final fue estratégico, Citroën decidió priorizar el lanzamiento del Citroën C5 Aircross, que iba a ser montado en la misma factoría.
En España, las ventas fueron muy modestas. En 2016, se despacharon 21 unidades. De 2017 a 2019, se vendieron respectivamente 12, 29 y 11 unidades. Como curiosidad, el Consejo Insular de Formentera llegó a un acuerdo con Citroën para incorporar a su flota una serie de e-Meharis. A cambio, el organismo se comprometía a promocionar el auto dándole visibilidad en sus actos públicos. Se da la circunstancia de que el Méhari forma parte de la cultura de la isla, todavía hay decenas de unidades del modelo clásico rodando por sus carreteras.

## Características técnicas

### Motorización
El e-Méhari va equipado con un motor de 50 kW (68 CV) de potencia.

### Baterías
Se emplea una batería de 30 kWh de litio metal polímero (LMP). Sus tiempos de carga se estiman en 10 horas y media usando enchufes de 16A, y 16 horas y media con los de 10A. Su autonomía está estimada en unos 100 km para uso urbano y 200 para el extraurbano, según ciclo NEDC.
Alcanza una velocidad máxima de 110 km/h, limitada para priorizar la autonomía. 

## Versiones especiales
En 2017 se lanzó la versión limitada Courrèges, 61 unidades, que se caracterizaba por tener un equipamiento lujoso y una única combinación de los colores de la carrocería y el interior, negro vinilo por fuera, blanco por dentro. Este modelo ya llevaba instalado el techo metálico, detalle que favorecía su uso en ambientes urbanos.